# Psammatodendron
Psammatodendron es un género de foraminífero bentónico de la subfamilia Dendrophryinae, de la familia Dendrophryidae, de la superfamilia Astrorhizoidea, del suborden Astrorhizina  y del orden Astrorhizida. Su especie-tipo es Psammatodendron arborescens. Su rango cronoestratigráfico abarca desde el Campaniense (Cretácico superior) hasta la Actualidad.

## Discusión
Clasificaciones previas incluían Psammatodendron en la familia Rhabdamminidae y en el suborden Textulariina del orden Textulariida.

## Clasificación
Psammatodendron incluye a las siguientes especies:
- Psammatodendron dichotomicum
- Psammatodendron indivisum

Otras especies consideradas en Psammatodendron son:
- Psammatodendron glauconiticum, de posición genérica incierta
- Psammatodendron arborescens, aceptado como Dendrophrya arborescens